# Chance Vought F7U

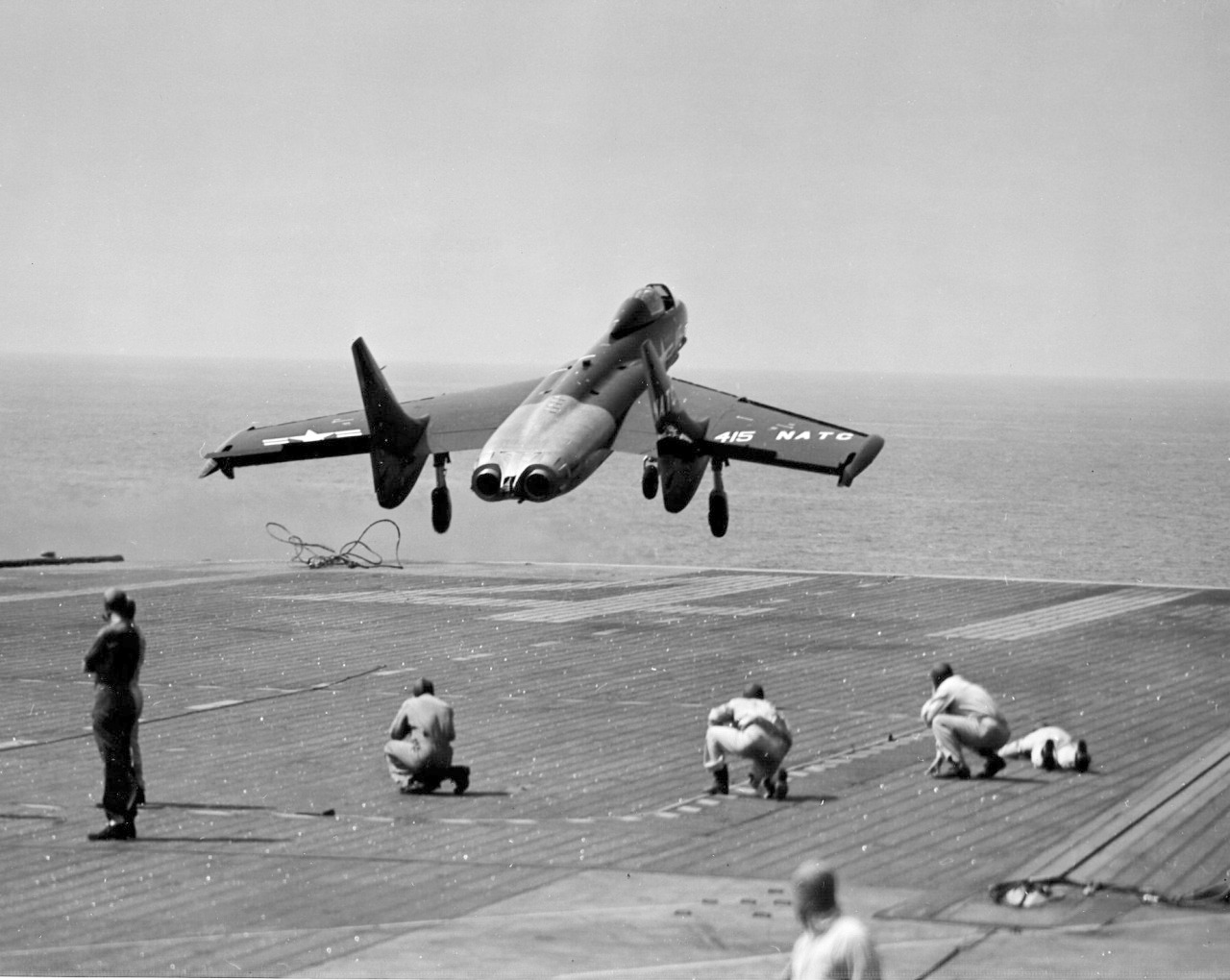
Start der ersten F7U-1 von der Midway 1951

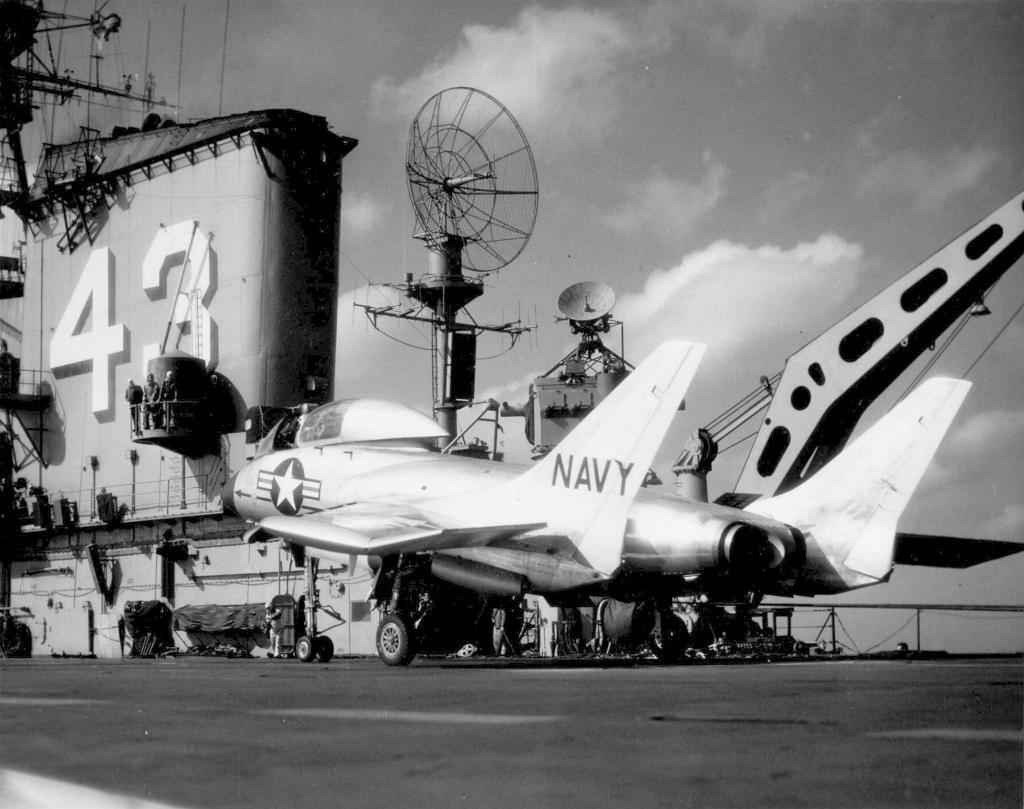
F7U-3 1952 auf der Coral Sea

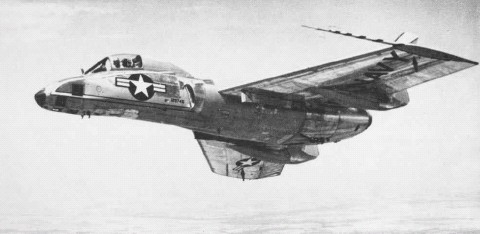
Aufklärer F7U-3P

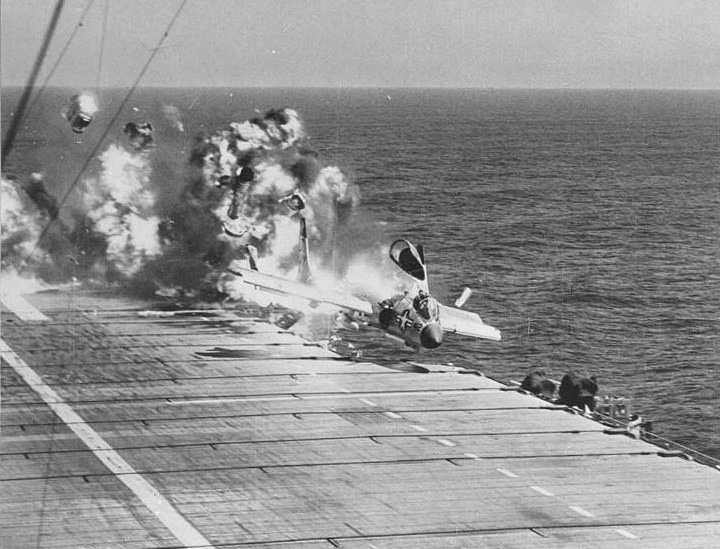
Landeunfall einer F7U-3 auf der Hancock 1955

Die Vought F7U Cutlass (dt. Entermesser) war ein strahlgetriebenes Jagdflugzeug der US Navy aus den Anfängen des Kalten Krieges.

## Geschichte

### Entwicklung
Im Jahr 1946 orderte die Navy drei Prototypen. Am 29. September 1948 absolvierte die erste Maschine ihren Jungfernflug.
Vought erhielt den Bauauftrag für 14 F7U-1, die den Prototypen entsprachen, sowie für die F7U-2 (die wegen Triebwerksproblemen nie gebaut wurde) und die F7U-3, die als finale Version in 180 Exemplaren gebaut wurde. 98 Maschinen hiervon wurden als F7U-3M zum Einsatz von AIM-7 Sparrow-Luft-Luft-Raketen ausgerüstet.

### Einsatz
Die F7U Cutlass hatte ungewöhnlich viele Unfälle und war dementsprechend bei den Piloten unbeliebt.

## Konstruktion
Die konstruktive Auslegung der F7U Cutlass als schwanzloses Flugzeug war ungewöhnlich. Es wurden Vergleiche mit dem Arado-Entwurf E. 583 (Projekt I) angestellt; der Chef der aerodynamischen Forschungsabteilung von Vought, William C. Schoolfield hat jedoch bestritten, dass eine Orientierung an deutschen Forschungsergebnissen stattgefunden hat.
Die F7U besaß kein Höhenleitwerk, sondern nur große geschwungene Tragflächen mit zwei kleinen Seitenleitwerken. Die Roll- und Nicksteuerung wurde über Elevons gewährleistet.
Als Antrieb besaß sie zwei Westinghouse-J46-WE-8A-Turbojets mit je 20,5 kN Schub.
Als Bewaffnung dienten vier 20-mm-Maschinenkanonen.

## Versionen
Produktionszahlen nach Winchester, abweichende Zahlen in Klammern nach Andrade
XF7U-1
Prototypen, 3 gebaut, mit Westinghouse-J34-WE-22-Triebwerken
F7U-1
Serienversion, 14 (20) gebaut und als Fortgeschrittenentrainer eingesetzt
F7U-2
Version mit Westinghouse-J34-W-42-Triebwerken, Auftrag über 88 Maschinen wurde storniert
F7U-3
Konstruktiv stark veränderte Version mit neuem Rumpfbug, mit Westinghouse-J46-WE-8-Triebwerken, 178 (192) gebaut, 2 storniert
F7U-3M
F7U-3 mit Fähigkeit, vier Sparrow-I-Luft-Luft-Flugkörper abzufeuern; 50 neu gebaut und 48 F7U-3-Zellen, die auf diesen Standard gebracht wurden, 202 Maschinen storniert
F7U-3P
Bewaffneter Aufklärer mit Kameras im Rumpfbug, 12 gebaut, 2 storniert

## Produktion
Abnahme der Chance-Vought Cutlass durch die US Navy:
| Version | 1949 | 1950 | 1951 | 1952 | 1953 | 1954 | 1955 | SUMME |
| ------- | ---- | ---- | ---- | ---- | ---- | ---- | ---- | ----- |
| XF7U-1  | 2    | 1    | 6    |      |      |      |      | 9     |
| F7U-1   |      | 4    | 3    | 1    |      |      |      | 8     |
| F7U-3   |      |      |      | 10   | 68   | 92   |      | 170   |
| F7U-3K  |      |      |      |      |      | 17   | 39   | 56    |
| F7U-3M  |      |      |      |      |      |      | 42   | 42    |
| F7U-3P  |      |      |      |      |      | 6    | 6    | 12    |
| SUMME   | 2    | 5    | 9    | 11   | 68   | 115  | 87   | 297   |

## Technische Daten

Chance Vought F7U-1

| Kenngröße             | Daten der F7U-3                                            |
| --------------------- | ---------------------------------------------------------- |
| Besatzung             | 1                                                          |
| Länge                 | 13,49 m                                                    |
| Spannweite            | 11,79 m                                                    |
| Höhe                  | 4,27 m                                                     |
| Leermasse             | 6.005 kg                                                   |
| max. Startmasse       | 14.383 kg                                                  |
| Höchstgeschwindigkeit | 1.088 km/h                                                 |
| Dienstgipfelhöhe      | 12.195 m                                                   |
| Steigrate             | 3.693 m/min                                                |
| Reichweite            | 1.056 km                                                   |
| Triebwerke            | zwei Turbojets Westinghouse J46-WE-8A mit je 20,5 kN Schub |
| Bewaffnung            | vier 20-mm-Maschinenkanonen                                |